# Banana Allergy Monkey
Banana Allergy Monkey (kor. 바나나 알러지 원숭이) – minialbum specjalnego unitu Oh My Girl Banhana z grupy Oh My Girl, wydany 2 kwietnia 2018 roku przez wytwórnię WM Entertainment i dystrybuowany przez Kakao M. Płytę promował singel o tym samym tytule. Sprzedał się w nakładzie 16 058 egzemplarzy w Korei Południowej (stan na czerwiec 2018).
Minialbum został wydany przez specjalny unit Oh My Girl Banhana składający się z Hyojung, Binnie i Arin, ale płyta powstała także z udziałem pozostałych członkiń. 
W czerwcu, po podpisaniu kontraktu przez zespół z Sony Music Japan, ujawniono, że podgrupa Banhana wyda japońską wersję tego minialbumu 29 sierpnia 2018 roku.

## Lista utworów

### Wersja koreańska
| CD | CD                                                                           | CD            | CD           | CD        | CD      |
| Nr | Tytuł utworu                                                                 | Tekst         | Kompozycja   | Aranżacja | Długość |
| -- | ---------------------------------------------------------------------------- | ------------- | ------------ | --------- | ------- |
| 1. | „Ukiuki waikiki” (Intro)                                                     |               | BAM          |           | 0:52    |
| 2. | „Banana Allergy Monkey” (kor. 바나나 알러지 원숭이)                          | BAM           | BAM          | BAM       | 3:43    |
| 3. | „It's Said That” (kor. 하더라 Hadeora) (wyk. Mimi, YooA, Seunghee, Jiho)     | BAM, Mimi     | BAM          | BAM       | 3:31    |
| 4. | „I'm Not Falling in Love” (kor. 반한 게 아냐 Banhan ge Anya) (wyk. Seunghee) | BAM, Seunghee | BAM, Junebug | BAM       | 3:14    |

### Wersja japońska
| CD  | CD                                                                                      | CD            | CD           | CD        | CD      |
| Nr  | Tytuł utworu                                                                            | Tekst         | Kompozycja   | Aranżacja | Długość |
| --- | --------------------------------------------------------------------------------------- | ------------- | ------------ | --------- | ------- |
| 1.  | „Ukiuki waikiki” (Intro)                                                                |               | BAM          |           | 0:52    |
| 2.  | „Banana ga taberenai saru” (jap. バナナが食べれないサル)                                | Chie Itō      | BAM          | BAM       | 3:43    |
| 3.  | „Sōna n datte” (jap. そうなんだって)                                                    | Chie Itō      | BAM          | BAM       | 3:32    |
| 4.  | „Horeta n janai” (jap. 惚れたんじゃない)                                                | Chie Itō      | BAM, Junebug | BAM       | 3:17    |
| 5.  | „Banana ga taberenai saru” (jap. バナナが食べれないサル) (original ver.)                | BAM           | BAM          | BAM       | 3:43    |
| 6.  | „Sōna n datte” (jap. そうなんだって) (original ver.)                                    | BAM, Mimi     | BAM          | BAM       | 3:32    |
| 7.  | „Horeta n janai” (jap. 惚れたんじゃない) (original ver.)                                | BAM, Seunghee | BAM, Junebug | BAM       | 3:14    |
| 8.  | „Banana ga taberenai saru” (jap. バナナが食べれないサル) (instrumental; wer. regularna) |               |              |           | 3:43    |
| 9.  | „Sōna n datte” (jap. そうなんだって) (instrumental; wer. regularna)                     |               |              |           | 3:32    |
| 10. | „Horeta n janai” (jap. 惚れたんじゃない) (instrumental; wer. regularna)                 |               |              |           | 3:14    |

## Notowania

### Wersja koreańska
| Lista                   | Pozycja |
| ----------------------- | ------- |
| Gaon Weekly Album Chart | 5       |
| Five Music (Tajwan)     | 17      |

### Wersja japońska
| Lista                     | Pozycja |
| ------------------------- | ------- |
| Oricon Weekly Album Chart | 13      |